# Карара
Карара (итал. Carrara) град је у средишњој Италији. Карара је други по величини и значају град округа Маса-Карара у оквиру италијанске покрајине Тоскана.
Град Карара је познат место вађења најпознатијег мермера на свету, који је по граду познат као карара-мермер.

## Природне одлике
Град Карара налази се у средишњем делу Италије, 90 km северозападно од Фиренце, седишта покрајине. Непосредно северно од града налази се покрајинска међа са Лигуријом. Град се налази на источној обали Тиренског мора. Град се сместио на првим бреговима изнад мора.

## Познате личности из Караре
- Ђанлуиђи Буфон
- Кристијано Занети

## Становништво
Према резултатима пописа становништва 2011. у општини је живело 64.689 становника.
| 1931.  | 1936.  | 1951.  | 1961.  | 1971.  | 1981.  | 1991.  | 2001.  | 2011.  |
| ------ | ------ | ------ | ------ | ------ | ------ | ------ | ------ | ------ |
| 58.765 | 59.031 | 62.287 | 64.901 | 67.758 | 68.702 | 67.197 | 65.034 | 64.689 |

Карара данас има око 66.000 становника, махом Италијана. Током протеклих деценија у град се доселило много досељеника из иностранства.

## Партнерски градови
- Јереван
- Инголштат
- Грас
- Рене
- Ополе
- Новелда
- Асунсион
- Бреј
- Крагујевац

## Галерија
- Један од бројних каменолома у граду
- Споменик мермеру у средишту града
- Главна градска црква
- Градска пешачка улица